# Seilh
Seilh – miejscowość i gmina we Francji, w regionie Oksytania, w departamencie Górna Garonna.
Według danych na rok 1990 gminę zamieszkiwało 816 osób, a gęstość zaludnienia wynosiła 132 osób/km² (wśród 3020 gmin regionu Midi-Pireneje Seilh plasuje się na 404. miejscu pod względem liczby ludności, natomiast pod względem powierzchni na miejscu 1394.).

## Zabytki

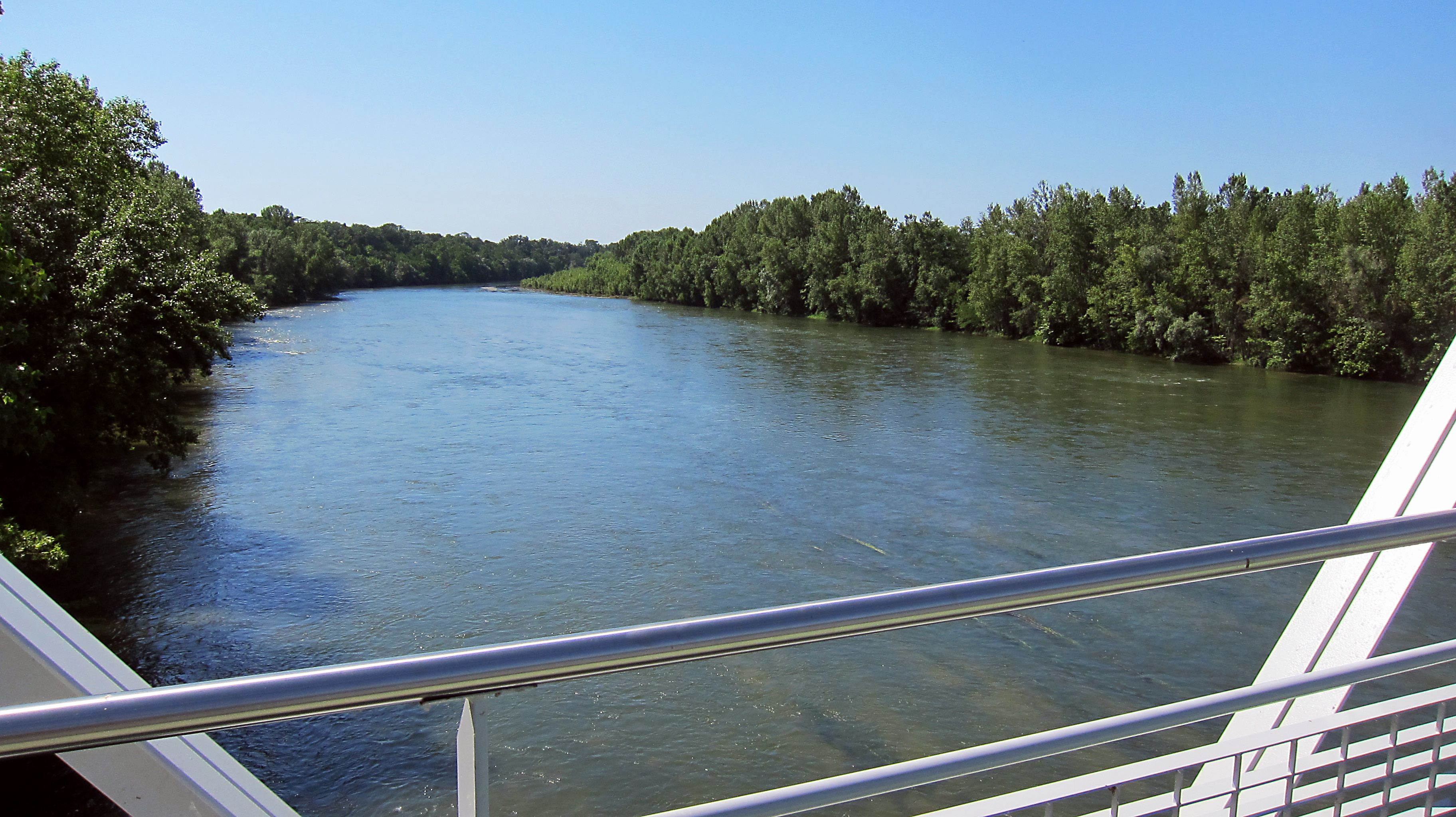
Garonne rzeki
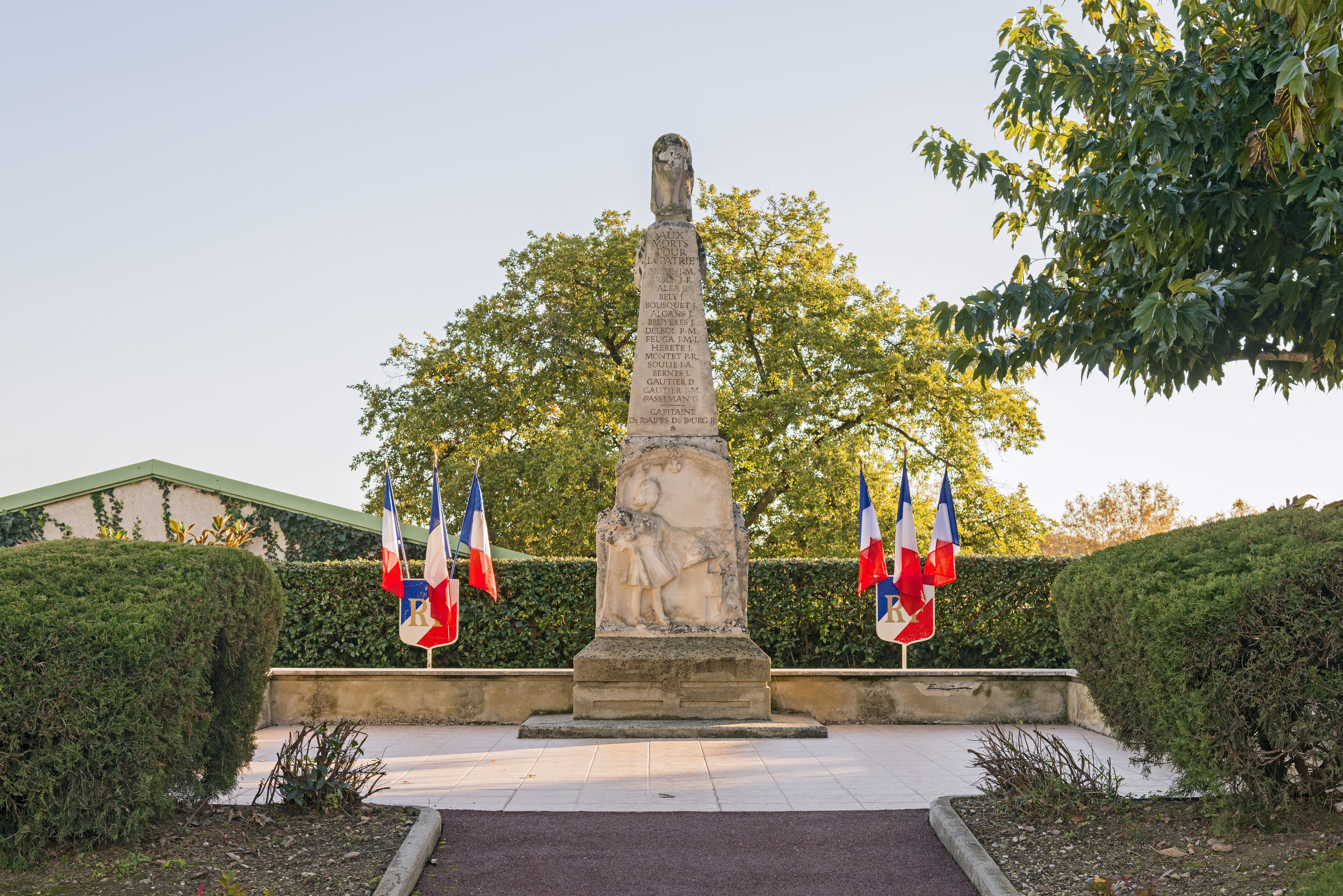
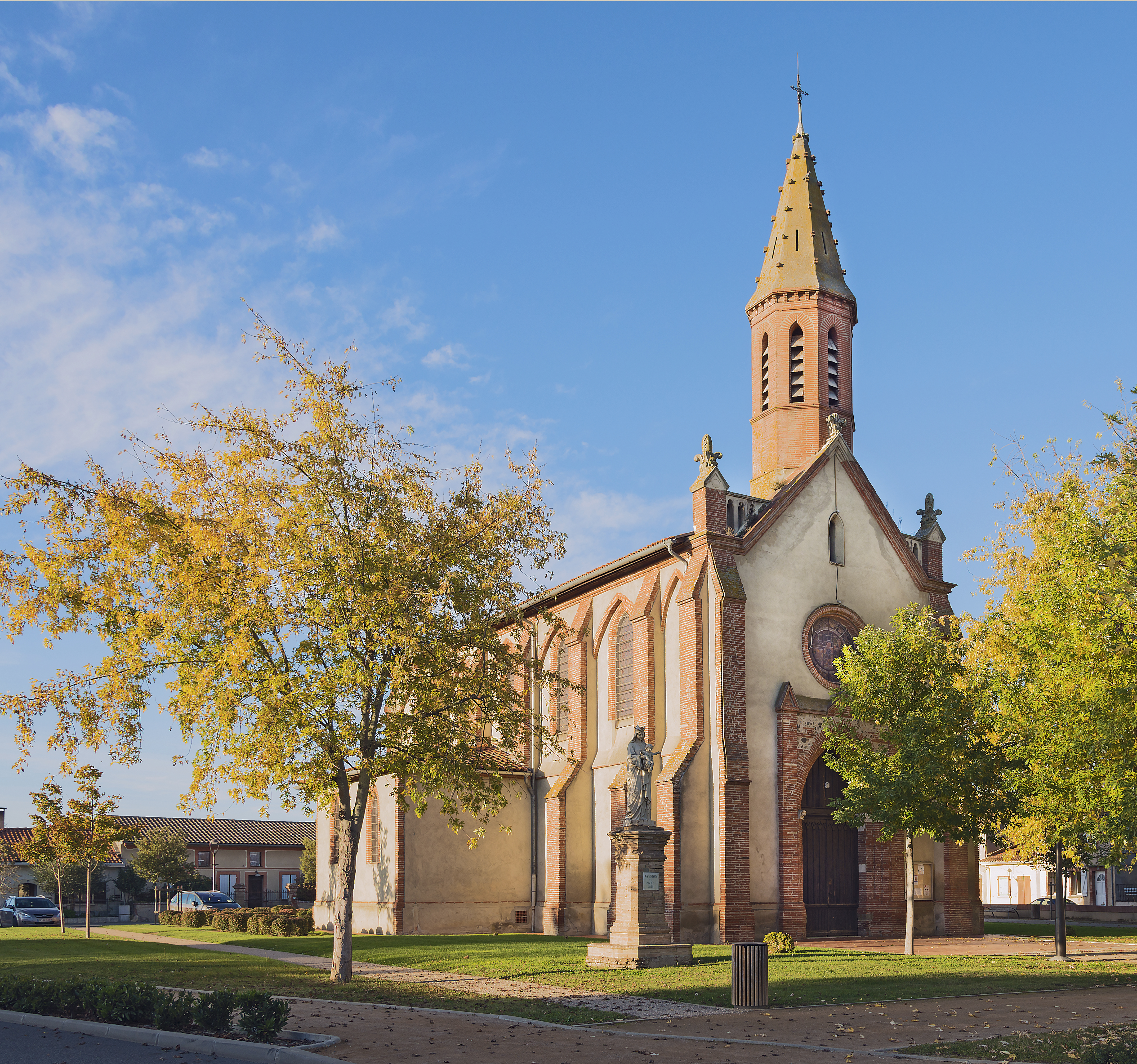
Kościół.